# 金特·施威格曼
金特·施威格曼（Günther August Wilhelm Schwägermann，1915年7月24日—？）是纳粹德国的政治人物。大约从1941年末起，施威格曼担任約瑟夫·戈培爾的副官。他的最终军衔是親衛隊高級突擊隊領袖。
1945年4月22日，在苏军攻打柏林时，约瑟夫·戈培尔夫妇带着孩子们入住总理府的上层地堡。施威格曼也跟随他们进入地堡。
希特勒下达的最后几项命令中包括准许柏林守军在自己死后突围，尝试突破苏军包围圈。柏林卫戍区司令、国防军将军赫尔穆特·魏德林以及中央政府区作战司令、親衛隊旅隊領袖威廉·蒙克共同制定了一个计划，即先逃出柏林，再向西去到易北河西岸，寻找西方盟国军队，或者在逃出柏林后向北进发，找寻友军。蒙克将总理府和元首地堡中的官兵以及其他人员分成了10个大组。施威格曼属于即将在5月1日突围的组。在柏林火车总站，小组分开行动，施威格曼等人向西朝着莫阿比特的方向前行。在最终逃离柏林前，他们在工业废料场躲了几天，逃离柏林后，他们最终抵达西边的德国美占区。
施威格曼在慕尼黑与妻子会合，隐姓埋名生活，但在1945年6月25日遭举报，被美陆军反情报部队逮捕。施威格曼就此辗转于多座战俘营，直到1947年4月24日獲釋。
施威格曼后来生活在德国北部。1951年，施威格曼与曾经的同僚们在维尔纳·瑙曼的领导下组建瑙曼圈子，渗透进自由民主党在下萨克森的分支。1950年代，施威格曼和其他人一起在慕尼黑创建了一家名为“Labora”的进出口公司。施威格曼在1965年时正在慕尼黑担任联邦公务员。